# Turn It Around
Turn It Around is het debuutalbum van de Canadese punkband Comeback Kid dat werd uitgegeven in 2003 door het label Facedown Records. 

## Nummers
1. "All In a Year" - 2:07
2. "Give and Take" - 1:39
3. "Die Tonight" - 2:55
4. "Changing Face" - 2:20
5. "Playing The Part" - 1:41
6. "Always" - 1:37
7. "Step Ahead" - 1:39
8. "Operative World" - 2:14
9. "Biting Tongue" - 1:07
10. "Something Less" - 1:57
11. "Never Fade" - 2:11
12. "Without a Word" - 1:15
13. "Lorelei" - 5:27